# Potpisani
Potpisani es una serie serbia de televisión que se emitió desde 2009.

## Episodios
1. Teléfono de cambio - 25 de enero de 2009 (Art TV), 1 de enero de 2011. (TV Metropolis)
2. Contraseña - 1 de febrero de 2009 (Art TV), 2 de enero de 2011 (TV Metropolis)
3. Tren - 3 de enero de 2011 (TV Metropolis)
4. Paya Shish-kebab -
5. Movilización -
6. Campamento -
7. La guerra de las nidos / Nest Wars -
8. Treger -